# Harald Cosack

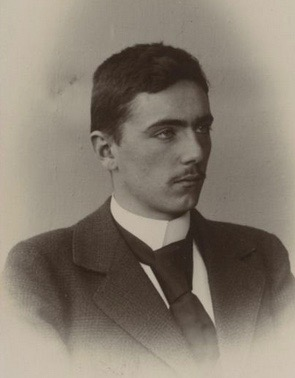
Porträtfoto von Harald Cosack (1899)

Harald Hugo Cosack (* 6. Dezember 1880 in Pernau; † 23. Juni 1960 in Rostock) war ein deutschbaltischer Historiker, Übersetzer und Hochschullehrer, der sich insbesondere mit russischer Geschichte, Sprache und Literatur beschäftigte.

## Leben

### Herkunft und Familie
Harald Cosack wurde als Sohn von Eduard Cosack (* 1850 in Goldingen; † 1899 in Pernau), einem Oberlehrer für Geschichte und Geografie am Gymnasium in Pernau, und dessen Ehefrau Helene (geb. Steinle, * 1859; † 1935 in Mitau), die ursprünglich aus Coburg stammte, geboren.
Er war in erster Ehe seit 1904 mit Anna, geb. Halder, gesch. Fleisner (* 24. Oktober 1874 in Walk; 3. November 1947 in Berlin) verheiratet; gemeinsam hatten sie vier Kinder, davon zwei leibliche.
Seine Tochter Herta Cosack (* 9. Juli 1907 in Taschkent; † 16. November 2005 in Berlin) heiratete 1936 den Direktor der Universitätsnervenklinik Breslau, Johannes Lange.
Sein Sohn Gert Cosack wurde in Breslau Kinderarzt, machte seine Ausbildung bei Karl Stolte und war später Oberarzt unter Carl Wiener am Breslauer Städt. Säuglingsheim, welches im Januar 1945 zwangsevakuiert wurde. Er verblieb während der Festungszeit in Breslau und war bis zu seiner Vertreibung 1946 im städtischen Säuglingsheim, in dem die Univ.-Kinderklinik untergebracht war, tätig. Nach der Ausweisung war er als Kinderarzt in Einbeck tätig, wo er u. a. die örtliche Lebenshilfe gründete und am 29. April 1977 verstarb.
Am 21. Mai 1952 heiratete Harald Cosack in zweiter Ehe Elisabeth, geb. Kolloff.

### Werdegang
Harald Cosack besuchte von 1890 bis Mai 1898 das Gymnasium in Pernau, bevor er von 1898 bis 1899 als Hauslehrer auf einem Gut in Kadrina tätig war. 1899 begann er sein Studium an der Kaiserlichen Universität Dorpat, wo er zunächst Chemie studierte, bis eine Verwundung seines rechten Arms ihn dazu zwang, seine Studienrichtung zu wechseln. Er studierte daraufhin Rechtswissenschaft und Germanistik bis 1903.
Im Jahr 1903 erwarb er das Oberlehrer-Examen für die deutsche Sprache an der Universität St. Petersburg.
Nach dem Abschluss seines Studiums war er von 1903 bis 1904 als Hauslehrer in Samm und von 1904 bis 1909 im russischen Staatsdienst als Oberlehrer und Studienrat der deutschen Sprache an der Realschule in Taschkent im Generalgouvernement Turkestan tätig. Anschließend setzte er seine akademische Ausbildung fort und studierte von 1909 bis 1914 Geschichte, Slawistik und Philosophie an der Universität Berlin. Er wollte nach seinem Abschluss an einer deutschen Schule in Moskau arbeiten. Während dieser Zeit veröffentlichte er drei wissenschaftliche Artikel Konrads III. Entschluss zum Kreuzzug, Zur Geschichte der auswärtigen Verstrickungen des Ordens in Livland 1478–1483 und Zur auswärtigen Politik des Ordensmeisters Wolthus von Herse, doch der Erste Weltkrieg verhinderte den Abschluss einer vierten Arbeit, die sich mit dem Ordensmeister Wolter von Plettenberg beschäftigte. Aufgrund der wirtschaftlichen Probleme in der Sowjetunion entschied er sich gegen eine Rückkehr nach Moskau.
Von 1915 bis 1920 leitete er als wissenschaftlicher Referent die russische Abteilung (siehe Nachrichtenstelle für den Orient) des Deutschen Orient-Instituts in Berlin. Er wurde in dieser Aufgabe sowohl für die „Kriegsgefangenenarbeit“ als auch für die Agententätigkeit im Ausland eingesetzt. Anfang 1915 wurden die Rekrutierungsversuche unter Kriegsgefangenen in deutschen Lagern verstärkt. Dazu wurden besondere Lager für Georgier und für Muslime aus dem Kaukasusgebiet eingerichtet. Mit diesen sollte eine georgische Legion aufgebaut werden. Er entwickelte 1918 auch die Idee die tatarische Ausgabe von al-Gihād sowie die Zeitung für die georgischen Gefangenen zu periodischen Auslandsschriften für die Zwecke deutscher Propaganda umzuwandeln. Als Vorbilder dienten offensichtlich, die in Frankreich veröffentlichten und im Orient verbreiteten Propagandablätter al-Mustaqbal, at-Taṣāwīr und as-Şabāḥ sowie die britische al-Haqiqa. Zum Druck kam es dann nicht mehr, weil in den Druckereien das Fachpersonal sowie die Druckmaterialien fehlten.
Während des Ersten Weltkriegs veröffentlichte er mehrere Artikel in der Zeitschrift Der neue Orient, die sich hauptsächlich mit dem russischen Orient befassten.
Durch den Verlust seines Vermögens während der proletarischen Revolution in Russland und die Notlage in Deutschland nach dem Krieg, entschloss sich Harald Cosack, zusammen mit seiner Frau die Leitung eines Flüchtlingsheims des Deutschen Roten Kreuzes in Berlin zu übernehmen, wo sie bis 1923 arbeiteten.
Nach seiner Promotion bemühte er sich um ein Lektorat an einer deutschen Universität. Da jedoch kein Platz frei war, arbeitete er von 1923 bis 1924 als wissenschaftlicher Hilfsarbeiter und Hilfsbibliothekar an der Universitätsbibliothek Breslau.
1924 bot man ihm am Osteuropa-Institut Breslau die Fortführung der Osteuropäischen Bibliographie und der russischen Sprachkurse an; später trat noch die Herausgabe der Bibliothek geschichtlicher Werke aus den Literaturen Osteuropas, eine Serie von autorisierten Übersetzungen, ergänzt durch Zusätze und verbessert durch Korrekturen der Verfasser selbst. Als Mitarbeiter und Herausgeber der Osteuropäischen Bibliographie brachte er 1926 den Jahrgang 1922 und 1928 den Jahrgang 1923 heraus und im Rahmen der Bibliothek geschichtlicher Werke den von ihm übersetzten 1. Band von Dmitri Nikolajewitsch Jegorow, Die Kolonisation Mecklenburg im 13. Jahrhundert, erschienen 1930.
Im Wintersemester 1930/31 und von 1931 bis 1932 wirkte er als stellvertretender Lektor für Russisch an der Universität Breslau; in dieser Zeit unternahm er 1930 für archivalische Studien eine Studienreise nach Moskau und Leningrad. Seine Reise hatte das Ziel, Material zur Geschichte der Kaiserin Anna Iwanowna zu sammeln, um eine Arbeit zur Habilitation zu erstellen. Doch seine politische Einstellung als Kommunist führte dazu, dass seine geplante Habilitation durch den Dekan der philosophischen Fakultät abgelehnt und sein Stipendium im Frühjahr 1933 gestrichen wurde.
Anschließend war er von 1934 bis 1947 Bibliothekar an der Publikationsstelle beim Preußischen Geheimen Staatsarchiv in Berlin-Dahlem, damit verbunden war eine umfangreiche Übersetzertätigkeit. Er übersetzte hierbei zahlreiche Schriften aus dem Polnischen, Russischen, Tadschikischen und Belarussischen. Während des Krieges wurde das Institut erst nach Bautzen und dann Anfang 1945 nach Coburg ausgelagert. Von Juli 1946 bis August 1947 war er vom Bayerischen Landesamt für Vermögensverwaltung und Wiedergutmachung mit der Treuhandschaft des Instituts beauftragt. Das Institut wurde durch das amerikanische Militär-Gouvernement übernommen und nach Frankfurt am Main und von da aus nach Washington abtransportiert.
Nach seiner Entlassung kehrte er nach Berlin zurück und erhielt eine Berufung an die gesellschaftswissenschaftliche Fakultät der Universität Rostock als Professor mit vollem Lehrauftrag zum Wintersemester 1947/48. Am Institut für Soziologie und Geschichte der sozialen Bewegung arbeitete er im Forschungsgebiet der Geschichte, Sprache und Literatur der Länder Osteuropas und Russlands. Aufgrund des Verlusts seiner Frau begann er jedoch erst im Sommersemester 1948 mit seiner Lehrtätigkeit.
1951 erfolgte seine Emeritierung.

### Akademische Abschlüsse
Harald Cosack erwarb 1902 an der Universität St. Petersburg das Staatsexamen für die deutsche Sprache. Seine Promotion zum Dr. phil. erfolgte 1922 an der Universität Berlin mit der Dissertation Livland und Russland zur Zeit des Ordensmeisters Johann Freitag. Die Doktorprüfung bestand er summa cum laude bei Dietrich Schäfer, Karl Stählin, Alois Riehl und Alexander Brückner.

## Mitgliedschaften
Harald Cosack war zunächst von 1931 bis 1933 Mitglied der Kommunistischen Partei Deutschlands (KPD) und trat nach dem Zweiten Weltkrieg 1946 der Sozialistischen Einheitspartei Deutschlands (SED) bei.

## Schriften (Auswahl)
- Konrads III. Entschluss zum Kreuzzug. In: Mitteilungen des Instituts für Österreichische Geschichtsforschung, Band 35. Heft 2. 1914. S. 278–296 (Digitalisat).
- Zur Geschichte der auswärtigen Verwicklungen des Ordens in Livland 1478–1483. In: Baltische Studien zur Archäologie und Geschichte; Arbeiten des Baltischen Vorbereitenden Komitees für den 16. Archäologischen Kongress in Pleskau, 1914. S. 203–240 (Digitalisat)
- Zur auswärtigen Politik des Ordensmeisters Wolthus von Herse. In: Hansische Geschichtsblätter, Band  42. 1915. S. 99–118 (Digitalisat).
- Livland und Russland zur Zeit des Ordensmeisters Johann Freitag. In: Hansische Geschichtsblätter, Band 28. 1923. S. 1–60 (Digitalisat), Band 31. 1926. S. 72–115 (Digitalisat) und Band 32. 1927. S. 81–121 (Digitalisat).